# Olof Persson
Olof Persson (ur. 5 maja 1978 w Malmö) – szwedzki piłkarz występujący na pozycji obrońcy. Trener piłkarski.

## Kariera klubowa
Persson seniorską rozpoczął w 1997 roku w pierwszoligowym klubie Malmö FF. Jego barwy reprezentował przez 5 sezonów. Na początku 2002 roku odszedł do austriackiego Tirolu Innsbruck. W austriackiej Bundeslidze zadebiutował 23 marca 2002 roku w wygranym 1:0 pojedynku z Austrią Salzburg. Przez pół roku w barwach Tirolu rozegrał 5 spotkań.
W połowie 2002 roku Persson wrócił do Malmö FF. W 2002 roku wywalczył z nim wicemistrzostwo Szwecji, a w 2004 roku mistrzostwo Szwecji. W 2006 roku odszedł do duńskiego Aarhus GF z 1. division. W 2007 roku awansował z nim do Superligaen. W 2008 roku z powodu kontuzji zakończył karierę, nie rozgrywając żadnego spotkania w barwach Aarhus.

## Kariera reprezentacyjna
W reprezentacji Szwecji Persson zadebiutował 1 lutego 2001 roku w przegranym 0:1 meczu Mistrzostw Nordyckich z Finlandią. W latach 2001–2006 w drużynie narodowej rozegrał 4 spotkania.